# La collana di perle
La collana di perle (Romanze in Moll) è un film del 1943 sceneggiato e diretto da Helmut Käutner.

## Trama
Parigi, fine Ottocento. Madeleine, benché sia sposata, si sente trascurata dal marito, un rispettabile funzionario di banca che pensa solo a lavorare. Così, lei si lascia andare al sentimento e si innamora di Michael, un giovane compositore che, ispirato da lei, scrive una magnifica romanza. Per ringraziarla, le regala una collana di perle di grande valore. Per giustificarne il possesso, Madeleine racconta al marito che si tratta di un'imitazione e che la collana non vale molto.
Durante un'assenza del marito, Madeleine conosce Viktor, il fratello di Michael. Costui è un dongiovanni che si mette in testa di conquistare a tutti i costi la donna, pur se lei lo rifiuta. Quando Viktor diventa direttore della banca dove lavora il marito di Madeleine, lo promuove e lo trasferisce, in modo da aver campo libero con lei. A un ennesimo rifiuto alle sue avances, Viktor minaccia Madeleine di raccontare tutto all'ignaro marito.
Disperata, dopo la prima del concerto, Madeleine si suicida con i barbiturici per proteggere il marito. Michael, allora, sfida a duello il fratello e lo uccide.

## Produzione
Il film fu prodotto dalla Tobis-Filmkunst GmbH (Berlin) (Herstellungsgruppe Hermann Grund). Venne girato dal 27 luglio 1942 all'ottobre 1942 a Berlino allo Jofa-Atelier Berlin-Johannisthal.

## Distribuzione
Distribuito dalla Deutsche Filmvertrieb (DFV), uscì nelle sale cinematografiche tedesche nel 1943, proiettato in prima al Gloria-Palast di Berlino il 25 giugno.

## Critica
Georges Sadoul ha scritto che La collana di perle è l'«unico film di qualche valore che sia stato realizzato in Germania durante la guerra» e tesse un elogio particolare all'attrice Marianne Hoppe, riportando le parole di Louis Marcorelles: Marianne Hoppe «dimostra una sensibilità e un sentimento che le vengono dall'intimo. Quando, durante un concerto, vediamo scorrere le lacrime sul suo volto di gelo, sappiamo ch'ella vive. nel suo fisico stesso, diremmo, il proprio personaggio».